# Big Bend (Missouri)
Pour les articles homonymes, voir Big Bend.
Le Big Bend est un grande méandre de la rivière Missouri se situant dans le Dakota du Sud, maintenant retenu par le barrage éponyme, à 11 km au sud, dans le cadre du Lac Sharpe.
Le méandre mesure environ 35 km de long et, à son point le plus étroit, son col mesure environ 1,05 km de large. Les terres dans le virage et sur sa rive droite font partie de la Lower Brule Indian Reservation (en), tandis que les terres sur la rive gauche font partie de la Crow Creek Indian Reservation (en).

Le Lewis and Clark National Historic Trail traverse Big Bend. 

« ... détaché [deux éclaireurs] au 1er. Le ruisseau au-dessus du grand virage avec le cheval pour chasser et attendre notre arrivée a continué en passant par l'île inférieure en face de laquelle les barres de sable sont très épaisses et le haut-fond d'eau. J'ai marché sur le rivage en vue d'examiner ce virage. Traversée à la partie la plus proche qui est une haute colline irrégulière d'environ 180 ou 190 pieds, à cet endroit la gorge du Bend est de 1 mile & quart (de rivière en rivière) de diamètre, depuis ce haut pays qui n'est que dans la Gouge, le virage est une plaine magnifique à travers laquelle j'ai marché. »

— William Clark, 1804

### Citations originales
1. ↑  « ...detached [two scouts] to the 1st. Creek abov the big bend with the horse to hunt and wait our arrival proceeded on passed the lower Island opposit which the Sand bars are verry thick & the water Shoal. I walked on Shore with a view of examining this bend Crossed at the narost part which is a high irregular hills of about 180 or 190 feet, this place the gorge of the Bend is 1 mile & a quarter (from river to river or) across, from this high land which is only in the Gouge, the bend is a Butifull Plain thro which I walked. ».